# مقاومت به بیماری گیاهی

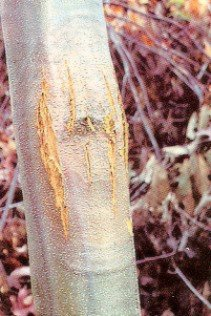
شانکرهای ناشی از سوختگی شاه‌بلوط، بیماری که درخت شاه بلوط را تحت تأثیر قرار می‌دهد.

مقاومت به بیماری‌های گیاهی یا مقاومت در برابر بیماری‌های گیاهی از دو طریق از گیاهان در برابر عوامل بیماری‌زا محافظت می‌کند: با ساختارهای از پیش ساخته‌شده و مواد شیمیایی، و با پاسخ‌های ناشی از عفونت سیستم ایمنی. نسبت به یک گیاه حساس، مقاومت به بیماری کاهش رشد بیماری‌زا روی یا درون گیاه (و در نتیجه کاهش بیماری) است، در حالی که اصطلاح بردباری به بیماری گیاهانی را توصیف می‌کند که برخلاف سطوح پاتوژن قابل توجهی آسیب کمی به بیماری نشان می‌دهند. نتیجه بیماری با برهم‌کنش سه‌سویه پاتوژن، گیاه و شرایط محیطی تعیین می‌شود (برهم‌کنشی که به عنوان مثلث بیماری شناخته می‌شود).
اصلاح علمی برای مقاومت در برابر بیماری‌ها توسط سر رولند بیفن آغاز شد، که یک ژن مغلوب برای مقاومت در برابر زنگ زرد گندم شناسایی کرد. تقریباً هر محصول زراعی سپس اصلاح نژاد شد تا ژن‌های مقاومت در برابر بیماری (R) را در خود جای دهد، که بسیاری از آنها با وارد کردن ژن‌ها از خویشاوندان وحشی سازگار انجام می‌شد.

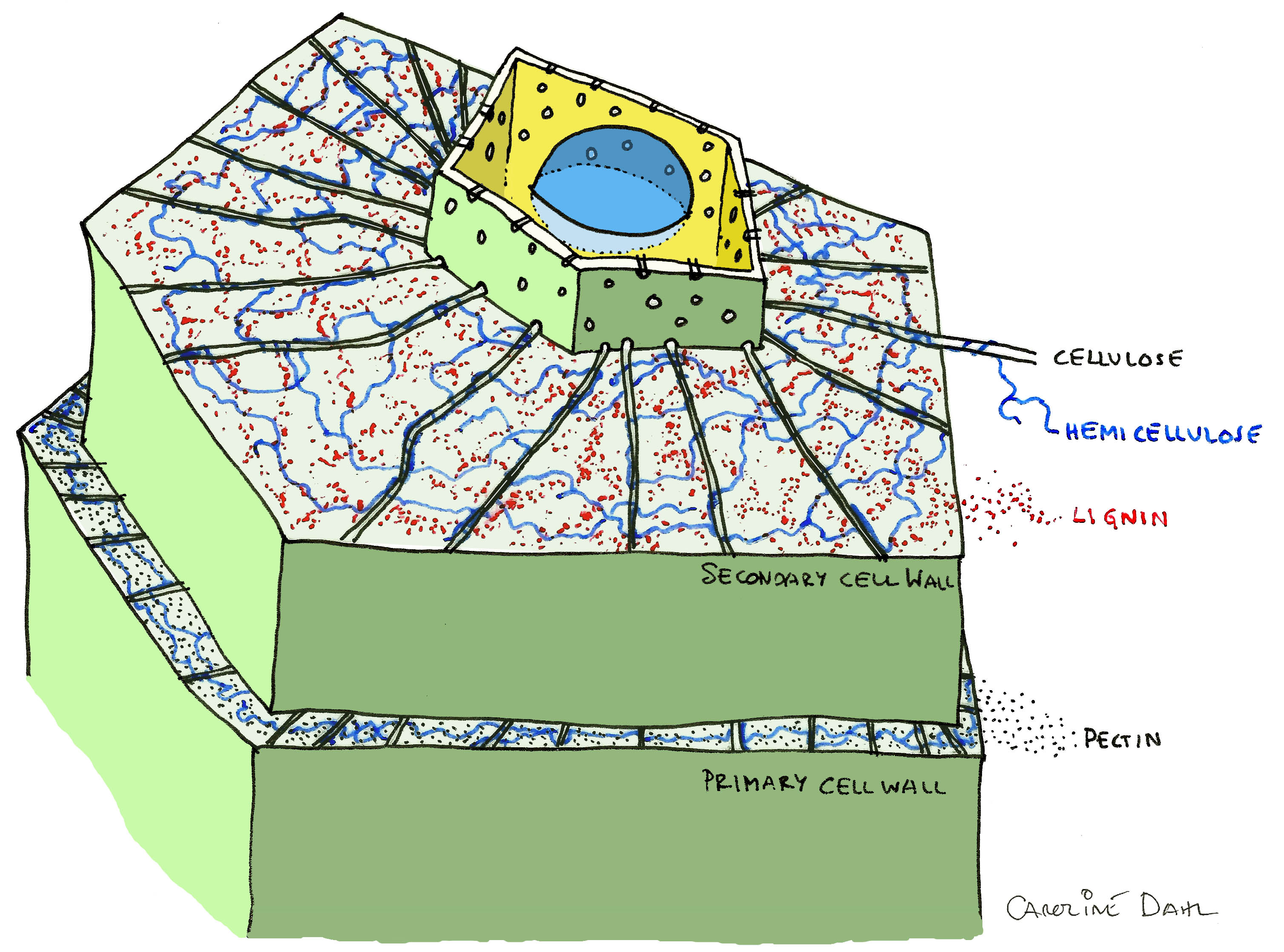
دیواره ثانویه گیاه

این تصویر مسیرهای پیموده‌شده در طول پاسخ‌ها در ایمنی گیاه را نشان می‌دهد. این نقش و تأثیر یوبیکوئیتین را در تنظیم مسیر برجسته می‌کند.

این نمودار روند اتصال قارچ‌ها یا باکتری‌ها به سلول گیاهی را تا نوع خاصی از پاسخ نشان می‌دهد. PTI مخفف Pattern-Triggered Immunity و ETI مخفف Effector-triggered Immunity است.